# Сен-Пардуль
Сен-Парду́ль (фр. Saint-Pardoult) — коммуна во Франции, находится в регионе Пуату — Шаранта. Департамент коммуны — Шаранта Приморская. Входит в состав кантона Сен-Жан-д’Анжели. Округ коммуны — Сен-Жан-д’Анжели.
Код INSEE коммуны — 17381.

## Население
Население коммуны на 2010 год составляло 224 человека.
| 1962 | 1968 | 1975 | 1982 | 1990 | 1999 | 2010 |
| ---- | ---- | ---- | ---- | ---- | ---- | ---- |
| 247  | 238  | 219  | 173  | 185  | 192  | 224  |